# Атанас Бояджиев (композитор)
Вижте пояснителната страница за други личности с името Атанас Бояджиев.
Атанас Христов Бояджиев е български композитор на филмова и поп музика.

## Биография
Роден е в София на 1 март 1926 г. Завършва право в Софийския университет през 1944 г. Учи композиция при Димитър Ненов. Започва да пише музика за пиеси в Кукления театър в София през 1946 г., където среща бъдещата си съпруга – актрисата Лина Бояджиева, чийто глас звучи дълги години всяка вечер по Първа програма с песента на Сънчо от „Лека нощ, деца“. От 1948 г. Атанас Бояджиев сътрудничи на Българска кинематография, като създава музика за научнопопулярни, мултипликационни и игрални филми.
От 1952 г. сътрудничи на БНР като композитор.
В периода 1980 – 1985 г. е главен секретар на творческия фонд на СБК, а след това до 1990 г. е и негов председател. През 90-те години на 20. век Атанас Бояджиев се оттегля от активна музикална дейност и се отдава на окултните науки и любимата си астрология.

## Творчество
Той е един от радетелите за национален облик на българската поп музика. В много от своите песни използва елементи от градския („Сън сънувах“, станала много популярна и търсена, „Любили сме, любили“, „Младост“) и селския фолклор („Лудо, младо“, „Еньовден“).
Атанас Бояджиев е един от първите композитори, които в края на 60-те и началото на 70-те години на ХХ век активно работят с появилите се тогава млади рок групи. Особено плодотворна е съвместната му творческа дейност с „Щурците“ („Звън“, „Празник на цветята“, „Гатанки ладанки“, „Двете битничета“, „Еньовден“). Автор на голяма част от текстовете за песните му е Богомил Гудев („Песен за чайката“ – изп. Емил Димитров, „По-добре късно, отколкото никога“ – изп. Богдана Карадочева, „Бялата птица“ – изп. Катя Филипова, „Книгата на любовта“ – изп. Лина Бояджиева и Стефан Данаилов, както и придобилата ореол на българска народна песен „Лудо, младо“. Записана е за пръв път през 1970 г. и издадена на малка плоча от Балкантон („Песни от Атанас Бояджиев и Богомил Гудев“ – ВТК 2902) под заглавие „Откъде да взема сила“ в изпълнение на дуета Петър Чернев – Магда Панайотова, но е забранена по БНР в продължение на две десетилетия заради „еротична закачка“. 20 години по-късно песента се преименува на „Лудо, младо“. Изпълнявана е от десетки певци и групи, сред които Стоянка Бонева, Росица Кирилова, трио „Българка“, Деси Добрева, Слави Трифонов, „Ку-ку бенд“, Нина Николина, Борис Солтарийски, Славка Калчева, Рени, Николина Чакърдъкова, Илиан Михов, група „Те“ – 2012 г.
Заедно с Петър Ступел е автор на музиката към някои от най-популярните телевизионни сериали от 60-те и 70-те години на 20. век: „На всеки километър“, „Изгори, за да светиш“, „Капитан Петко войвода“.

## Албуми с негова музика
| Година | Албум                                                          | Вид | Издател   | Каталожен номер |
| ------ | -------------------------------------------------------------- | --- | --------- | --------------- |
| 1965   | „Лъчезарна Варна“                                              | SP  | Балкантон | ВТВ 10083       |
|        | „Пълнолетие“                                                   | SP  | Балкантон | ВТВ 10116       |
|        | „Зимна приказка“                                               | SP  | Балкантон | ВТВ 10146       |
| 1968   | „Корабчета книжни“/ „Празник на цветята“                       | SP  | Балкантон | ВЕВ 10188       |
| 1968   | „Атанас Бояджиев“                                              | EP  | Балкантон | ВТМ 6092        |
| 1970   | „Песни от Атанас Бояджиев и Богомил Гудев“                     | SP  | Балкантон | ВТК 2902        |
| 1973   | „Бал на острова“                                               | EP  | Балкантон | ВТМ 6530        |
| 1974   | „Бал на острова“                                               | SP  | Балкантон | ВТК 3147        |
| 1979   | „Грамофонче, я запей! Песни за най-малките от Атанас Бояджиев“ | LP  | Балкантон | ВЕА 10397       |

## Награди и отличия
Песните на Атанас Бояджиев са награждавани многократно на фестивала „Златният Орфей“: „Ева“ – II награда (1965), „Балада за несебърските камбани“ – Специалната награда (1966), „Сън сънувах“, изп. Маргрет Николова и Кирил Семов – Голямата награда и статуетка (1969) – и трите по текст на Богомил Гудев; „Двете битничета“ (т. Орлин Орлинов) – Специалната награда (1968), „Романтична песен“ (т. Кръстьо Станишев) – II награда (1973). През 1969 г. песента му „Любили сме, любили“ (т. Б. Гудев, изп. Маргрет Николова и Петър Петров) печели телевизионния конкурс „Мелодия на годината, а спечелилата „Златен Орфей“ „Сън сънувах“ е избрана от българските радиослушатели за Песен на годината.
Удостоен е с орден „Кирил и Методий“ – II степен (1972) и със званието „Заслужил артист“ (1980).
През 2002 г. е отличен с Награда за цялостно творчество, присъдена му от фондация „Йосиф Цанков“.
Песента му „Ропотамо“ (т. Радой Ралин, създадена през 1962 година), осъвременена през 2011 г. с нов аранжимент и изпълнение на Калин Вельов с група „Тумбаито“ е избрана от слушателите на БНР, програма „Христо Ботев“, за мелодия на месец декември.

## Филмография
- Денят не си личи по заранта (6-сер. тв, 1985) – (заедно с Петър Ступел)
- Фалшификаторът от „Черният кос“ (3-сер. тв, 1983) – (заедно с Петър Ступел)
- Рицарят на бялата дама (3-сер. тв, 1982)
- Капитан Петко войвода (12-сер. тв, 1981)
- Момчето с окарината (3-сер. тв, 1979)
- Федерация на династронавтите (3-сер. тв, 1978)
- Изгори, за да светиш (7-сер. тв, 1976)
- Момичето с хармоничката (1976)
- Двамата (тв, 1974)
- На живот и смърт (3-сер. тв, 1974)
- Дъщерите на началника (2-сер. тв, 1973)
- На всеки километър (26-сер. тв, 1969, 1971)
- Странен двубой (1971)
- Цитаделата отговори (1970)
- Кит (1969)
- До града е близо (1965)
- Приключение в полунощ (1964)
- На тихия бряг (1963)
- Нощта срещу 13-и (1960)